# برکمستد
longitudeبرکمستدlatitudeبرکمستد
برکمستد (به انگلیسی: Berkhamsted) یک شهرک در بریتانیا است که در Dacorum واقع شده‌است.

## نگارخانه

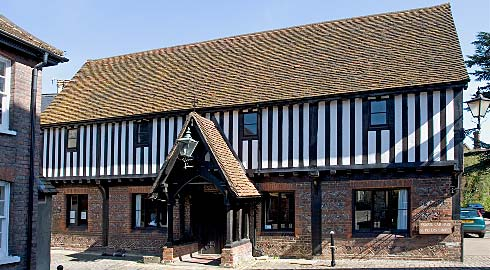
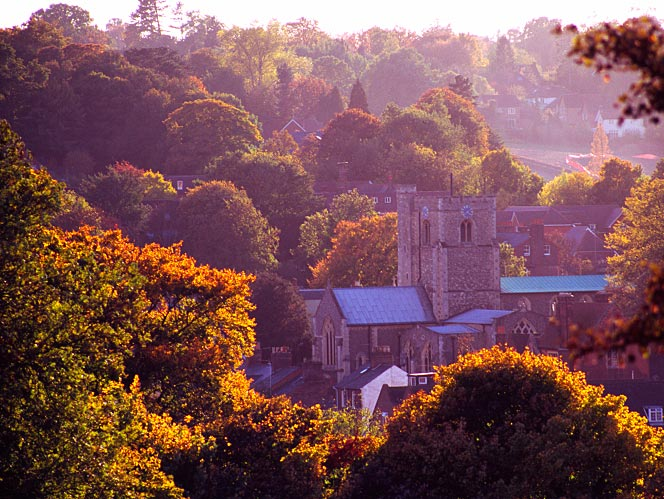
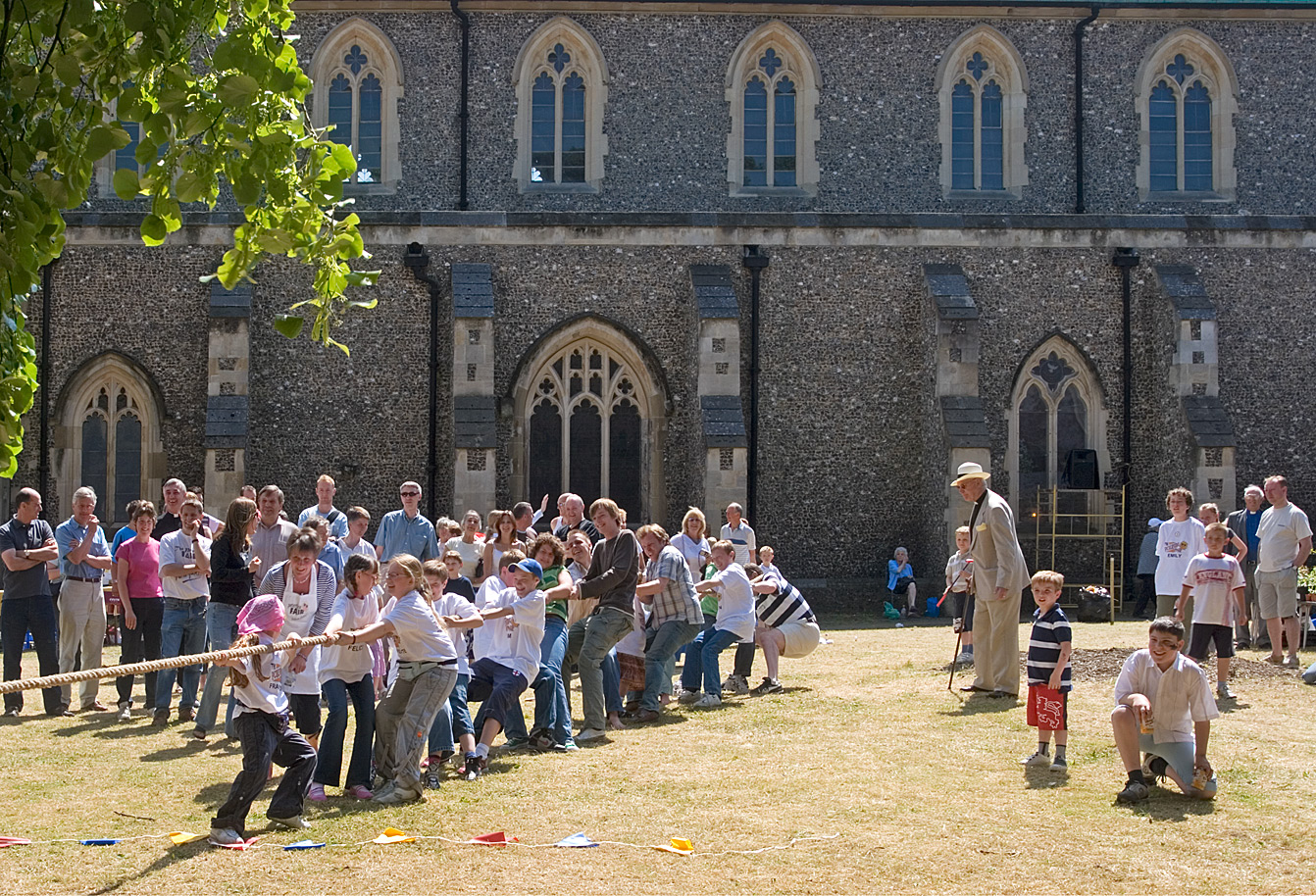
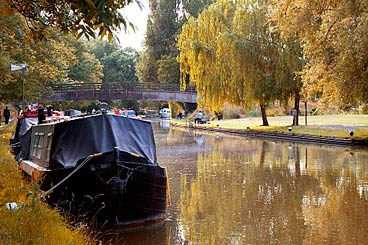
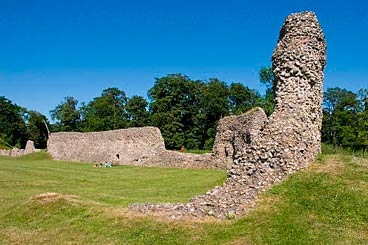
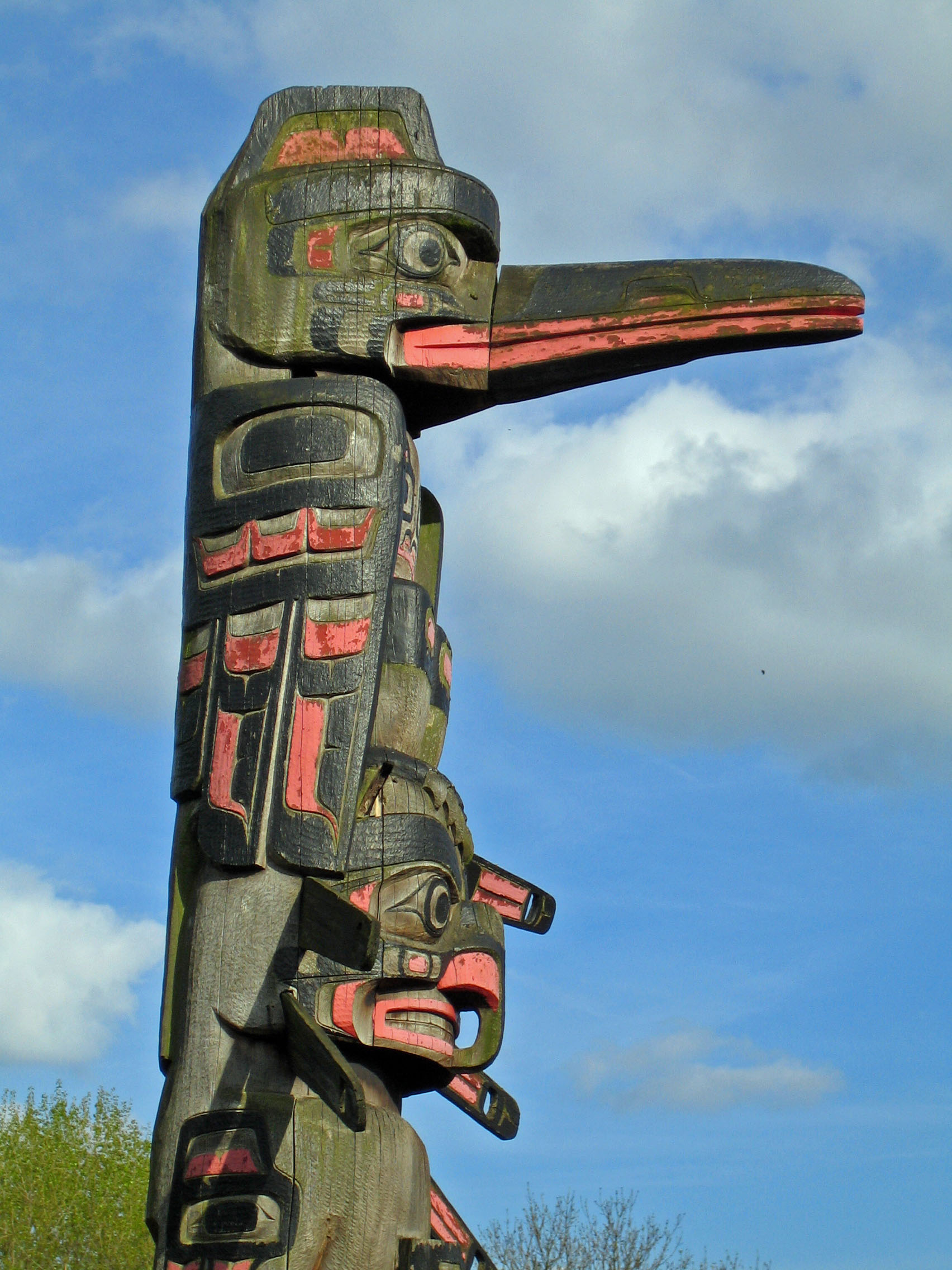
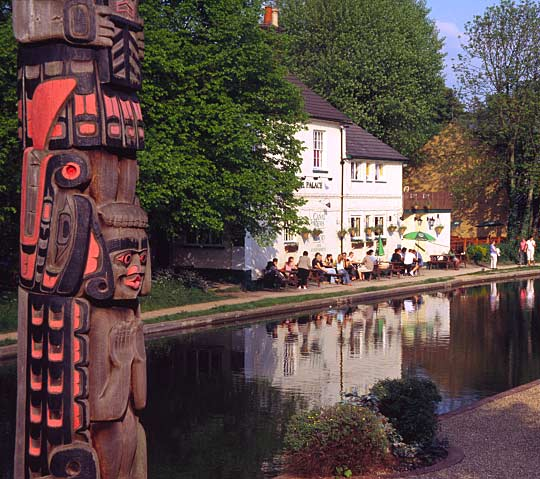
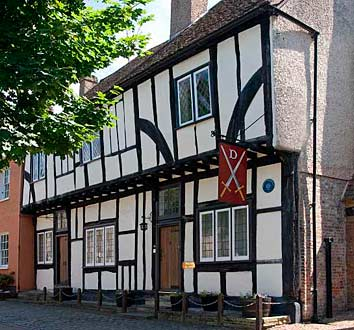
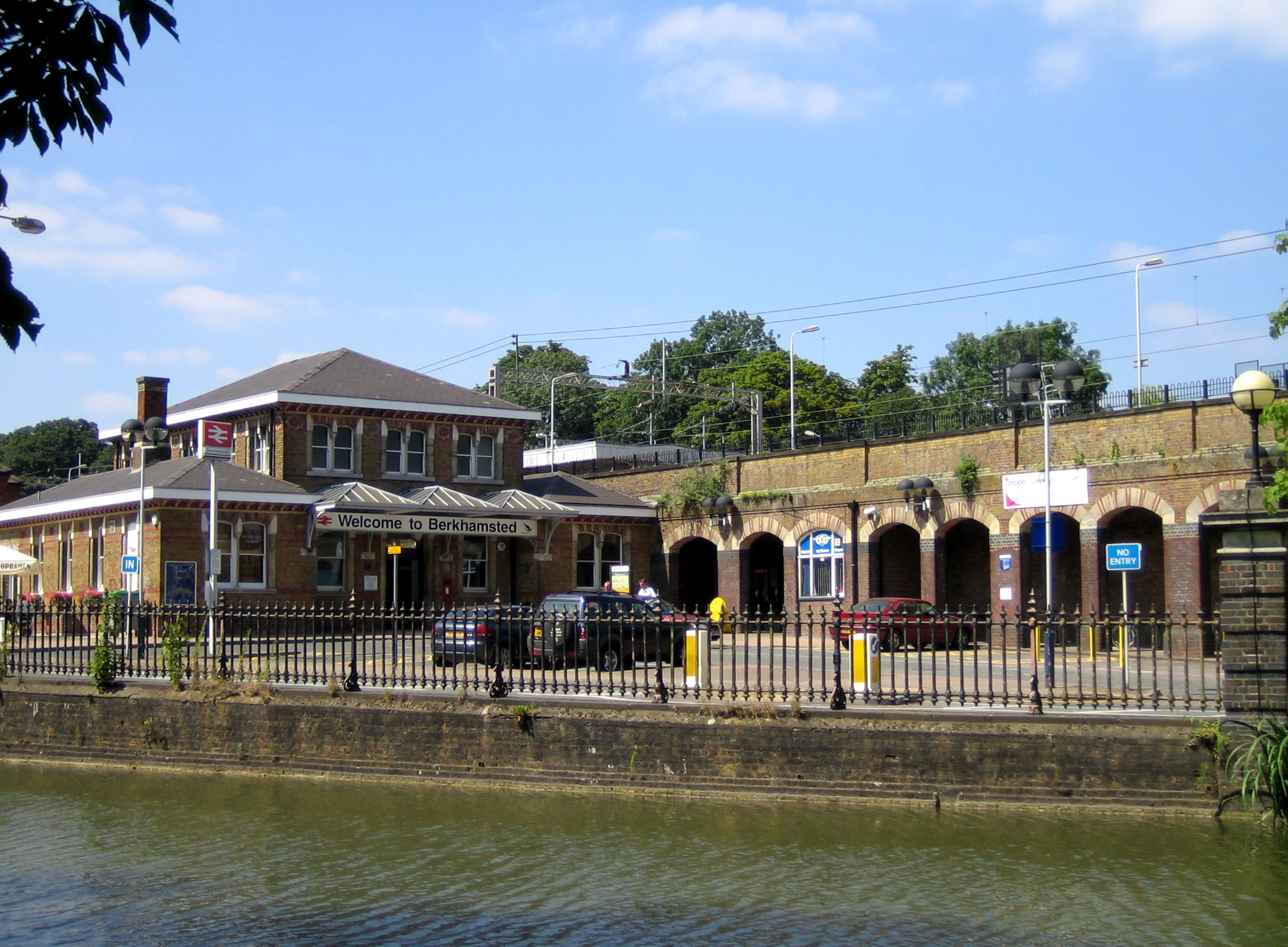
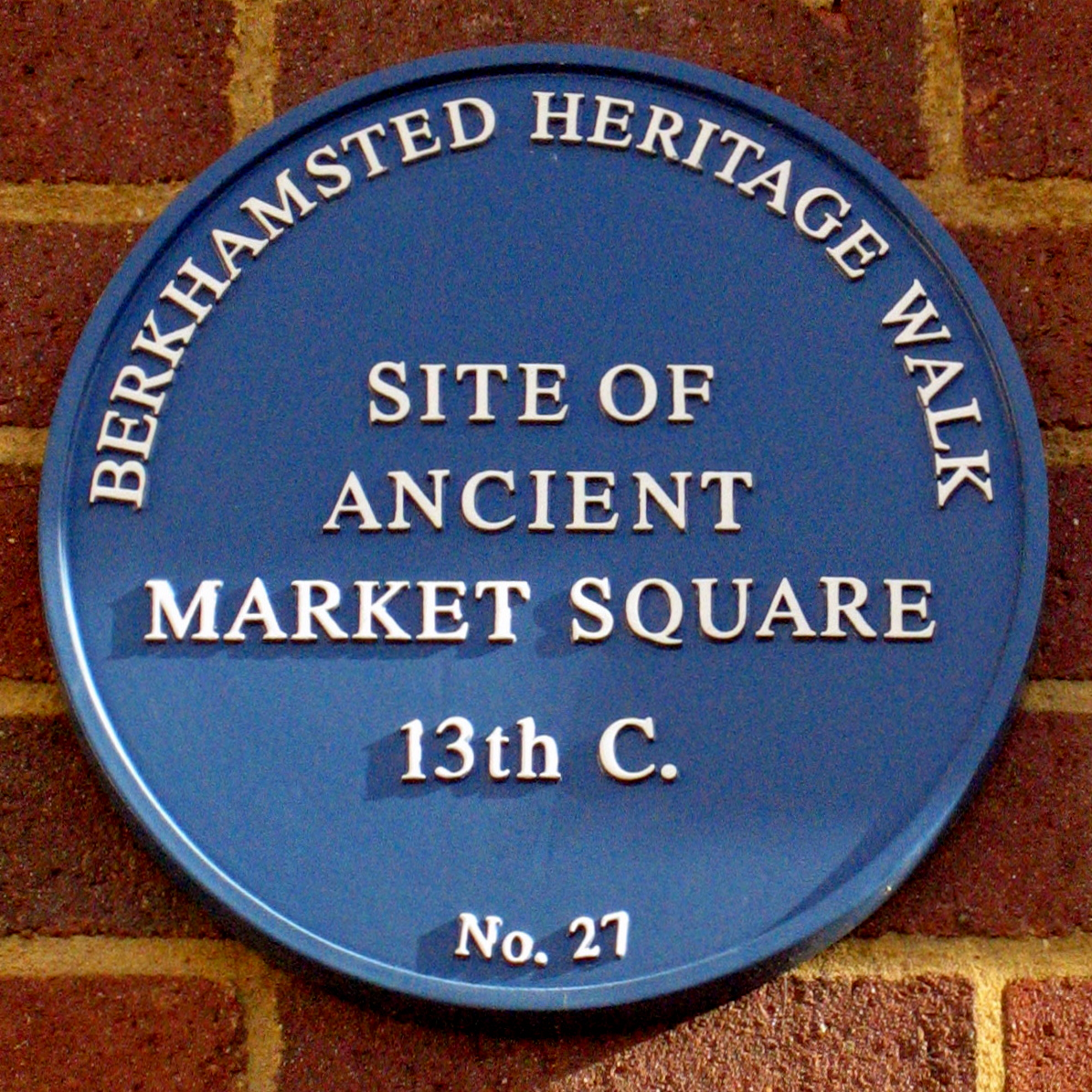
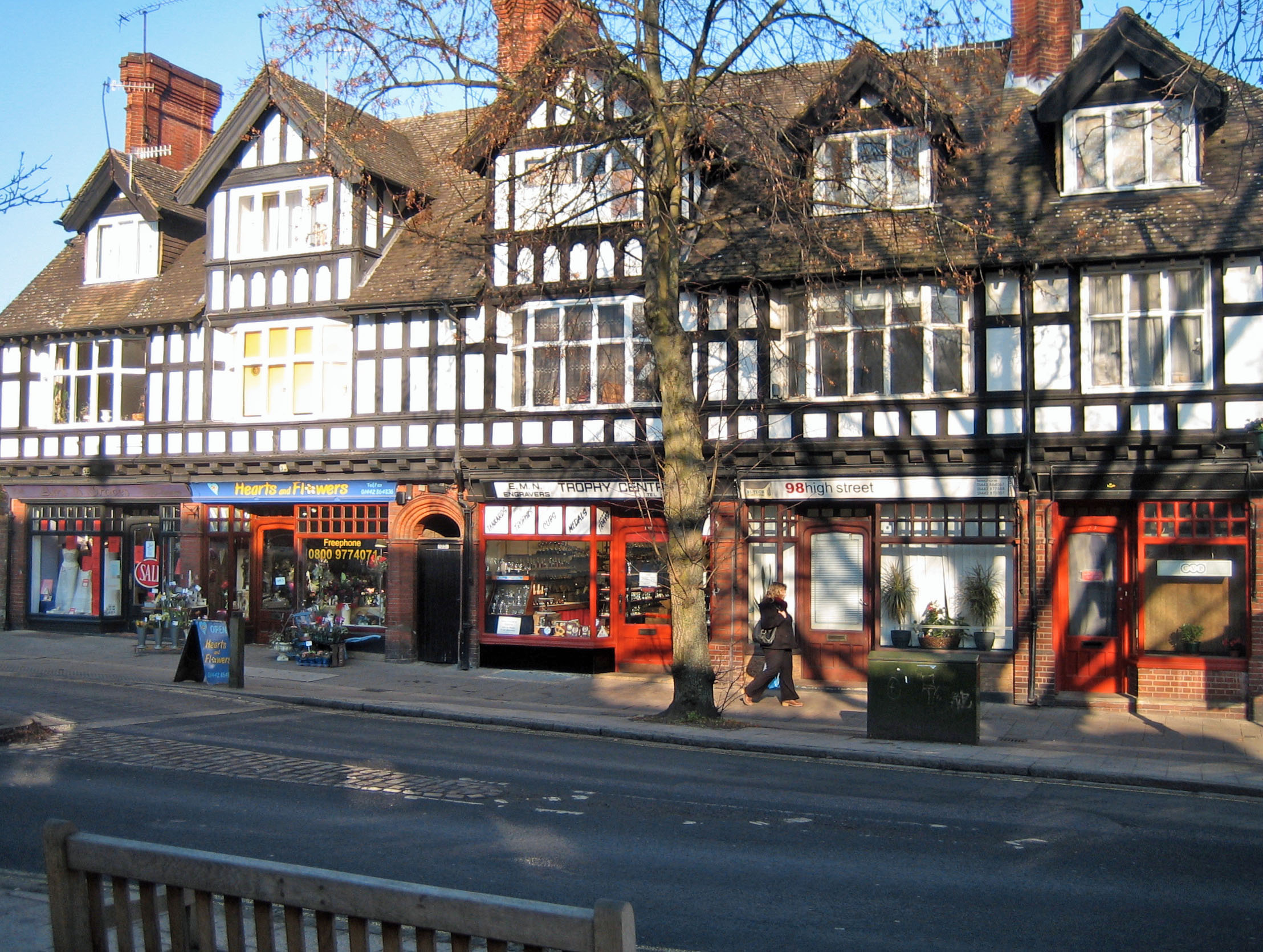

## خصوصیات
برکمستد ۱۶٬۲۴۳ نفر جمعیت دارد.